# Sejm Rusinów Podkarpackich

Flaga Rusinów Zakarpacia

Sejm Rusinów Podkarpackich – rusińska separatystyczna organizacja społeczna, utworzona w lutym 2000 w Użhorodzie. 
Celem organizacji jest wywalczenie autonomii obwodu zakarpackiego (Zakarpacia), jako autonomicznej Rusi Podkarpackiej. Przywódcą Sejmu jest Dmytro Sydor. 
Sejm w 2008 ogłosił ultimatum do zakarpackiej rady obwodowej, z żądaniem ogłoszenia autonomii Zakarpacia do 1 grudnia 2008, grożąc w przypadku odmowy lub braku odpowiedzi samodzielnym ogłoszeniem autonomii. Tak się też stało - 1 grudnia 2008 Dmytro Sydor ogłosił w Mińsku autonomię Zakarpacia.
W marcu 2009 szef Służby Bezpieczeństwa Ukrainy Wałentyn Naływajczenko potwierdził doniesienia prasowe o finansowaniu Sejmu przez Rosję.